# Гепірон
Гепірон (англ. Gepirone), який продається під торговою маркою «Екссуа» — препарат, який використовується для лікування великого депресивного розладу, що застосовується перорально. Побічними ефектами гепірону є запаморочення, нудота, безсоння, біль у животі та диспепсія. Гепірон діє як частковий агоніст рецептора серотоніну 5-HT1A. Активний метаболіт гепірону, 1-(2-піримідиніл)піперазин, є антагоністом α2 — адренорецепторів. Гепірон є одним із групи похідних азапірону.
Гепірон був синтезований у лабораторії компанії «Bristol-Myers Squibb» у 1986 році, а досліджувався та продавався компанією «Fabre-Kramer Pharmaceuticals». Він був схвалений для лікування великого депресивного розладу в США у вересні 2023 року. Це сталося після того, як препарат був відхилений FDA тричі протягом двох десятиліть через недостатню кількість доказів ефективності.

## Медичне застосування
Гепірон показаний для лікування великого депресивного розладу в дорослих. З 15 клінічних досліджень гепірону для лікування великого депресивного розладу, поданих до FDA, 3 були виключені з методологічних причин, 3 були визнані «невдалими» та «неінформативними», 7 були визнані негативними та не продемонстрували ефективності, а 2 були визнані позитивними та показали ефективність. Були 2 позитивних дослідження, необхідні для схвалення FDA ліків, і це має місце незалежно від кількості негативних досліджень. У двох позитивних дослідженнях гепірону при депресії препарат значно перевершив плацебо з точки зору зменшення симптомів депресії, та показав величину ефекту, подібну до ефекту інших схвалених антидепресантів. В обох дослідженнях гепірон зменшив симптоми депресії приблизно на 2,5 бала більше, ніж плацебо за 52-бальною шкалою оцінки депресії Гамільтона (17-пунктова версія або HAMD-17). Початкові показники депресії в дослідженнях коливалися від 22,7 до 24,2 у різних групах пацієнтів.

### Доступні форми
Гепірон випускається у формі таблеток із пролонгованим вивільненням гідрохлоридної солі гепірону гідрохлориду в дозахї 18,2 мг, 36,3 мг, 54,5 мг і 72,6 мг.

### Конкретні групи
Невідомо, чи гепірон безпечний для жінок, які годують груддю. Ліки з більшою кількістю даних у цьому параметрі можуть бути безпечнішими.

## Протипоказання
Гепірон протипоказаний особа, у яких була алергічна реакція на гепірон, коригований інтервал QT > 450 мсек, в анамнезі синдром вродженого подовженого інтервалу QT, які вживали ліки, які сильно пригнічують CYP3A4 (фермент, що бере участь у метаболізмі гепірону), серйозні проблеми з печінкою або застосовували інгібітор моноаміноксидази протягом 14 днів.

## Побічні ефекти
Серйозними побічними ефектами гепірону є подовження інтервалу QT (підвищує ризик потенційно небезпечної для життя серцевої аритмії, яка називається torsade de pointes), серотоніновий синдром (особливо в присутності інших серотонінергічних препаратів) і активацію манії або гіпоманії в осіб з біполярним розладом. Частими побічними ефектами є запаморочення, нудота, безсоння, біль у животі та диспепсія.

## Взаємодії
Інгібітори CYP3A4 кетоконазол і верапаміл значно збільшують експозицію гепірону, тоді як літій, пароксетин і варфарин не впливають на експозицію гепірону. Індуктор CYP3A4 рифампіцин значно зменшує вплив гепірону.

## Фармакологія

### Фармакодинаміка
Гепірон діє як селективний частковий агоніст рецептора 5-HT1A.роте, на відміну від спорідненого препарату буспірону, гепірон має більшу ефективність щодо активації 5-HT1A, та має незначну спорідненість до рецептора дофаміну D2 (у 30-50 разів нижча порівняно з буспіроном). Однак, як і буспірон, гепірон метаболізується в 1-(2-піримідиніл)піперазин (1-PP), який, як відомо, діє як потужний антагоніст α2-адренергічного рецептора.

### Фармакокінетика

#### Всмоктування
Абсолютна біодоступність гепірону становить 14-17 %. Час досягнення пікових концентрацій у крові гепірону з пролонгованим вивільненням становить 6 годин. При прийомі з їжею з високим вмістом жиру час досягнення максимального рівня зменшується до 3 годин. Їжа з високим вмістом жиру збільшує вплив гепірону, при цьому ефект посилюється залежно від кількості жиру в їжі. Пікові концентрації підвищувалися на 27 % при споживанні їжі з низьким вмістом жиру, на 55 % при споживанні їжі середньої жирності, та на 62 % при споживанні їжі з високим вмістом жиру, тоді як площа під кривою рівня гепірону збільшувалася на 14 % при вживанні їжі з низьким вмістом жиру, на 22 % при вживанні їжі з середнім вмістом жиру та на 32-37 % при вживанні їжі з високим вмістом жиру. Ефект був подібним для метаболітів гепірону, 1-PP і 3'-гідроксигепірону (3'-OH-гепірону).

#### Розподіл
Уявний об'єм розподілу гепірону становить приблизно 94,5 л. Зв'язування гепірону з білками плазми in vitro становить 72 %, і не залежить від концентрації. Зв'язування 3'-OH-гепірону з білками плазми становить 59 %, а 1-PP — 42 %.

#### Елімінація
При одноразовій пероральній дозі гепірону, міченого радіоактивним ізотопом, 81 % препарату виділяється із сечею, а 13 % із фекаліями у вигляді метаболітів. Близько 60 % гепірону виводиться із сечею протягом 24 годин. Кінцевий період напіввиведення гепірону у формі пролонгованого вивільнення становить приблизно 5 годин.

## Хімічна структура
Гепірон є одним із групи похідних азапірону, і структурно споріднений буспірону, тандоспірону та іншим азапіронам.

## Історія
Гепірон був розроблений компанією «Bristol-Myers Squibb» у 1986 році, але в 1993 році його було передано компанії «Fabre-Kramer». У 2002 та 2004 роках FDA відхилило дозвіл на використання гепірону. Він був знову поданий на етап попередньої реєстрації у травні 2007 року після додавання додаткової інформації з клінічних досліджень, як того вимагає FDA, в 2009 році. Однак у 2012 році компанія знову не зуміла переконати FDA у позитивних якостях препарату для лікування тривоги та депресії. У грудні 2015 року FDA знову дало негативну оцінку гепірону для лікування депресії через сумніви щодо ефективності. Однак у березні 2016 року FDA змінило своє рішення та дало гепірону з подовженим виділенням позитивну оцінку. Гепірон подовженої дії був остаточно схвалений для лікування великого депресивного розладу в США у вересні 2023 року.

## Суспільство і культура

### Назви
Торгова марка гепірону — «Екссуа». Колишніми попередніми торговими марками препарату, які ніколи не використовувалися, є «Ariza», «Variza» та «Travivo».

## Дослідження
Гепірон розробляється для лікування зниження лібідо та генералізованого тривожного розладу. Станом на жовтень 2023 року він перебуває на III фазі клінічних досліджень для цих показань. Просексуальні ефекти гепірону не залежать від його антидепресивної та анксіолітичної дії.